# Challuy
Challuy – miejscowość i gmina we Francji, w regionie Burgundia-Franche-Comté, w departamencie Nièvre.
Według danych na rok 1990 gminę zamieszkiwało 1256 osób, a gęstość zaludnienia wynosiła 66 osób/km² (wśród 2044 gmin Burgundii Challuy plasuje się na 186. miejscu pod względem liczby ludności, natomiast pod względem powierzchni na miejscu 484.).